# Carlisle (Kentucky)
Carlisle és una població dels Estats Units a l'estat de Kentucky. Segons el cens del 2000 tenia 1.917 habitants.

## Demografia
Segons el cens del 2000, Carlisle tenia 1.917 habitants, 887 habitatges, i 542 famílies. La densitat de població era de 578,2 habitants/km².
Dels 887 habitatges en un 24,2% hi vivien nens de menys de 18 anys, en un 45,8% hi vivien parelles casades, en un 11,8% dones solteres, i en un 38,8% no eren unitats familiars. En el 36,6% dels habitatges hi vivien persones soles el 21,6% de les quals corresponia a persones de 65 anys o més que vivien soles. El nombre mitjà de persones vivint en cada habitatge era de 2,16 i el nombre mitjà de persones que vivien en cada família era de 2,78.
Per edats la població es repartia de la següent manera: un 20,9% tenia menys de 18 anys, un 7,2% entre 18 i 24, un 24% entre 25 i 44, un 25,3% de 45 a 60 i un 22,6% 65 anys o més.
L'edat mediana era de 43 anys. Per cada 100 dones de 18 o més anys hi havia 79,2 homes.
La renda mediana per habitatge era de 29.199 $ i la renda mediana per família de 35.769 $. Els homes tenien una renda mediana de 30.479 $ mentre que les dones 19.167 $. La renda per capita de la població era de 17.485 $. Entorn del 8,1% de les famílies i l'11% de la població estaven per davall del llindar de pobresa.

## Poblacions més properes
El següent diagrama mostra les poblacions més properes.